# Sede titolare di Paestum
Paestum (o Pesto) (in latino Diocesis Paestana) è una sede titolare vescovile della Chiesa cattolica.

## Storia
L'attuale diocesi di Vallo della Lucania è erede dell'antica sede di Paestum, i cui vescovi, attestati dalla fine del V secolo, continuarono a portare per un certo periodo il titolo pestano anche dopo aver trasferito la loro sede a Capaccio nel X o XI secolo. A partire dalla metà dell'Ottocento, i vescovi di Capaccio spostarono definitivamente la sede vescovile a Vallo della Lucania.
Dal 1966 Paestum è una sede vescovile titolare della Chiesa cattolica con il doppio nome di "Paestum, Pesto"; l'attuale arcivescovo, titolo personale, titolare è Giovanni d'Aniello, nunzio apostolico in Russia e in Uzbekistan.

## Cronotassi dei vescovi titolari
- Alfred Leo Abramowicz † (8 maggio 1968 - 12 settembre 1999 deceduto)
- Anton Coșa (30 ottobre 1999 - 27 ottobre 2001 nominato vescovo di Chișinău)
- Giovanni d'Aniello, dal 15 dicembre 2001